# Mpv
Mpv é um tocador de mídia baseado no MPlayer e o mplayer2. Ele é um Software livre e de código aberto liberado sob uma mistura de licenças, incluindo a GPLv2+ e GPLv3 e LGPLv3.
Ele roda em vários sistemas operacionais, incluindo o Sistema operacional tipo Unix e variantes do Berkeley Software Distribution (BSD), Linux e macOS, e Windows. Ele é multi-plataforma, funcionando em ARM, PowerPC, x86 / IA-32, x86-64, e Arquitetura MIPS.

## História
Mpv foi bifurcado do mplayer2 em 2012, que foi bifurcado do MPlayer em 2010. O motivo da bifurcação foi para motivar os desenvolvedores ao remover partes do código que estavam defasadas e remover o suporte a sistemas extremamente antigos. Como resultado, o projeto teve um grande Influxo de contribuições.
Desde junho de 2015, o Código-fonte está em um processo de relicenciamento do GNU General Public License versão 2 (GPLv2) ou superior para a GNU Lesser General Public License versão 2.1 (LGPLv2.1) ou superior para permitir o uso do mpv como uma livraria em mais aplicações.

## Diferenças entre o mpv e o MPlayer
O mpv teve várias mudanças notáveis, uma vez que foi bifurcada do MPlayer, sendo a mudança mais visível a GUI minimalista e os controles na tela (On-Screen-Controller) integrada para oferecer controle de mouse básico. Isso visava tornar a interação mais fácil para novos usuários e permitir uma busca precisa e direta.
Vídeo de sitesAtravés do youtube-dl, o mpv suporta nativamente a reprodução de vídeo do YouTube e mais de 300 sites suportados. Isso permite que reprodutores em Adobe Flash ou HTML5 sejam substituídos pelo mpv.
Saída de vídeo em alta qualidadeO mpv tem um driver de saída de vídeo personalizado e baseado no OpenGL[carece de fontes?] e também suporte ao novo API Vulkan, o que permite suportar mais de 100 opções de controle de qualidade de reprodução do vídeo, incluindo o uso avançado dos filtros de upscaling, gerenciamento de cores, e Pixel Shader personalizável.